# 울산신항선
울산신항선(蔚山新港線)은 울산광역시 울주군 청량읍의 동해선 망양역에서 분기하여 울산광역시 남구의 울산신항 철송장을 잇게 될 지선 철도 노선이다. 2014년 7월 착공하였으며 2020년 9월 15일에 개통되었다.

## 역사
- 2009년 12월 : 예비타당성 조사 통과 (B/C : 0.91)
- 2012년 12월 : 실시설계 완료
- 2014년 7월 : 착공
- 2019년 10월 25일 : 사업용 철도노선 변경 고시를 통해서 노선명, 역명 확정[3]
- 2020년 8월 13일 : 사업용 철도노선 변경 고시를 통해서 역간 거리, 구간 거리 확정[4]
- 2020년 9월 15일 : 완공 및 사용개시

## 역 목록
| 역명     | 로마자 역명  | 한자 역명 | 역간거리 (km) | 영업거리 (km) | 접속 노선 | 소재지     | 소재지 | 비고 |
| -------- | ------------ | --------- | ------------- | ------------- | --------- | ---------- | ------ | ---- |
| 망양     | Mangyang     | 望陽      | 0.0           | 0.0           | 동해선    | 울산광역시 | 울주군 |      |
| 용암     | Yongam       | 龍巖      | 4.3           | 4.3           |           | 울산광역시 | 울주군 |      |
| 울산신항 | Ulsansinhang | 蔚山新港  | 5.5           | 9.8           |           | 울산광역시 | 남구   |      |